# Jaderná elektrárna Mecamor
Jaderná elektrárna Mecamor (arménsky Մեծամոր ատոմակայան – Mecamor atomakayan) se nachází v Arménii u města Mecamor přibližně 30 kilometrů západně od hlavního města Jerevanu.
V roce 1988 došlo v Arménii k zemětřesení, po němž byla elektrárna odstavena a následně uzavřena. Ázerbájdžán a Turecko však svojí ekonomickou a přepravní blokádou následně způsobily výpadky elektřiny v Arménii. Roku 1993 vláda rozhodla o znovuspuštění druhého bloku. Mecamorská elektrárna dodává do sítě asi 40 % spotřeby elektřiny v Arménii.
Po roce 2000 bylo uvažováno o stavbě nového bloku s výkonem 1000 až 1200 MW. Nicméně po jaderné havárii ve Fukušimě bylo od plánů na výstavbu upuštěno. Rozhodnutí však bylo přehodnoceno a uvažuje se o novém bloku od západních dodavatelů nebo Ruska.
Elektrárna Mecamor je považována za jednu z nejnebezpečnějších jaderných elektráren na světě. Jako jedna z mála dnes provozovaných elektráren nemá ochranný kontejnment a navíc leží v relativně tektonicky aktivní oblasti. Ze strany EU i USA je dlouhodobě vyvíjen tlak na její odstavení. Nicméně IAEA považuje provoz elektrárny za bezpečný. Životnost elektrárny měla vypršet v roce 2016, kvůli jejímu významu byla ale prodloužena s tím, že reaktor bude modernizován za účasti Ruska. Nový termín uzavření byl stanoven na rok 2026 s tím, že následně by produkci elektřiny měl převzít plánovaný nový reaktor.

## Historie a technické informace

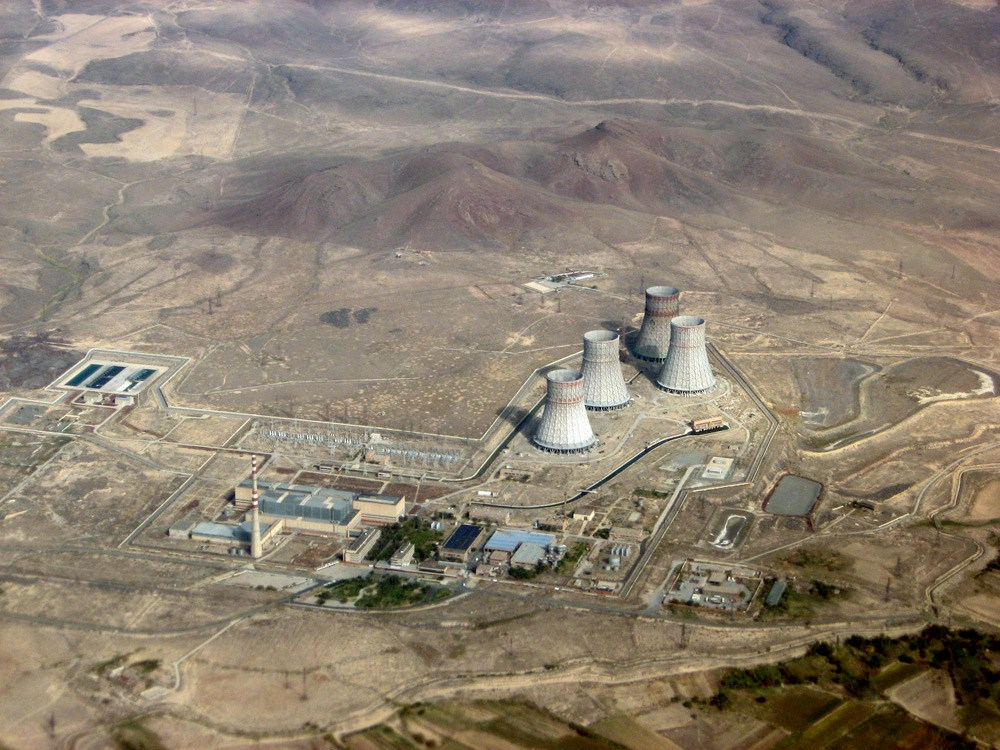
Elektrárna Metsamor

Elektrárna byla postavena v 70. letech se dvěma bloky VVER-440/270. Jedná se o mírně modifikované reaktory sovětského typu VVER-440/230.
Skládá se ze dvou bloků. První z nich byl uveden do provozu 22. prosince 1976, druhý 5. ledna 1980. Po veřejném tlaku po zemětřesení v Arménii v roce 1988 došlo ze strany Rady ministrů SSSR k rozhodnutí uzavřít dva provozované bloky (první blok byl odstaven v únoru a druhý v březnu roku 1989).. Po rozpadu SSSR zažívala Arménie období akutního nedostatku energie a vláda v dubnu 1993 rozhodla o opětovném spuštění elektrárny. Před znovuotevřením provozu arménská vláda pozvala významné mezinárodní společnosti k diskusi a doporučení řešení pro potenciální zemětřesení. Po zdlouhavých diskusích bylo nalezeno řešení a následně byl 5. listopadu 1995 znovu uveden do provozu druhý blok po více než šesti letech odstávky. Tento krok vyústil v rapidní nárůst dodávek elektřiny v zemi a umožnil využívat elektřinu nepřetržitě přes den i noc. Po odstavení byly na první energetické jednotce provedeny řezy v parogenerátorech kvůli metalografickým výzkumům. Z tohoto důvodu byly plány na restauraci první energetické jednotky zrušeny.
Během příprav na opětovné spuštění elektrárny do provozu v letech 1993 až 1996 byla pro tento účel jako držitel povolení vytvořena společnost Armatomenergo. Držitelem povolení k provozu elektrárny je podle rozhodnutí vlády Arménie č. 98/1996 ze dne 4. dubna 1996 v souladu s legislativou v oblasti jaderné energetiky společnost CJSC HAEK (Haykakan Atomayin Electrakayan Closed Joint Stock Company). Primárním cílem společnost HAEK je schopnost produktu bezpečnou a cenově udržitelnou energii.
Na druhém bloku probíhají opatření s cílem prodloužit životnost elektrárny do roku 2026 nebo i déle, v roce 2021 společnost Rosatom provedla žíhání reaktoru. V rámci těchto opatření a modernizací je možné provozovat reaktor opět na 100% projektovaného výkonu.
V listopadu 2024 byla podepsána dohoda s českou firmou Škoda JS na modernizaci stávajících řídicích systémů. Práce by měly proběhnout při generální opravě v roce 2026. Na zakázce se bude podílet také další česká společnost ZAT.

### Hrozba ze strany Ázerbájdžánu
16. července 2020 během arménsko-ázerbájdžánského konfliktu se Vagif Darghali, mluvčí ázerbájdžánského ministerstva obrany, vyhrožoval, že Ázerbájdžán může elektrárnu napadnout.  Poznamenal: "Arménská strana by měla mít na paměti, že naše ozbrojené síly mají k dispozici pokročilé raketové systémy, schopné podniknout vysoce precizní útoky na jadernou elektrárnu Mecamor, což může pro Arménii vyústit v obrovskou katastrofu.
Arménské ministerstvo zahraničí reagovalo, že hrozby "indikují úroveň zoufalství a krizi myšlení u politicko-vojenského vedení Ázerbájdžánu" a nazvalo je flagrantním porušením mezinárodního humanitárního práva obecně a Prvního dodatkového protokolu k Ženevským konvencím specificky. Takové hrozby jsou jasnou demonstrací státního terorismu a genocidálních úmyslech Ázerbájdžánu.

## Informace o reaktorech
| Reaktor   | Typ reaktoru | Výkon  | Výkon  | Zahájení výstavby | Připojení k síti | Uvedení do provozu | Uzavření    |
| Reaktor   | Typ reaktoru | Čistý  | Hrubý  | Zahájení výstavby | Připojení k síti | Uvedení do provozu | Uzavření    |
| --------- | ------------ | ------ | ------ | ----------------- | ---------------- | ------------------ | ----------- |
| Mecamor-1 | VVER-440/270 | 376 MW | 408 MW | 1. 7. 1969        | 22. 12. 1976     | 6. 10. 1977        | 25. 2. 1989 |
| Mecamor-2 | VVER-440/270 | 416 MW | 448 MW | 1. 7. 1975        | 5. 1. 1980       | 3. 5. 1980         | 2036        |